# Этнолингвистика
Этнолингвистика (от др.-греч. ἔθνος — народ, племя), лингвистическая антропология — это отрасль лингвистики, изучающая отношения между языком и культурой, а также особенности восприятия мира разными этническими группами. Это соединение лингвистики и этнологии — науки, в рамках которой изучаются аспекты жизни целых общностей, то есть те особенности, благодаря которым одна общность отличается от других.
Центральными для этнолингвистики можно назвать две взаимосвязанные проблемы: «когнитивную» (от лат. cognitio — познание) и «коммуникативную» (от лат. communicatio — общение). Эта наука близка к психолингвистике и лингвокультурологии.
Этнолингвистика изучает, как особенности восприятия мира и концептуализация влияют на язык, и демонстрирует связь этих процессов с культурой и обществом. Примером может являться то, как в разных культурах выражается ориентация в пространстве. Во многих обществах такие названия сторон света, как восток и запад, происходят от слов восход и закат. Однако в инуитских языках, распространенных, в частности, на территории Гренландии, в основе названий сторон света лежат такие географические ориентиры как направление течения рек и положение относительно уровня моря. Похожая ситуация наблюдается в языке юрок: в нём ориентация в пространстве задается на основе положения относительно важнейшей реки региона — Кламат.
Лингвокультурология — это близкая к этнолингвистике отрасль языкознания, которая изучает отношения между языком и культурными концептами (Sharifian, 2011). Культурная лингвистика ускоряет теоретический и аналитический прогресс как когнитивистики (включая изучение сложных систем и процессов распределения познавательной способности), так и антропологии. Культурная лингвистика исследует, как различные языки при помощи своих особенностей отражают культурные концепты, включая культурные модели, культурные категории и культурные метафоры. В рамках культурной лингвистики язык рассматривается как нечто укорененное на групповом, культурном уровне познания. Подходы культурной лингвистики уже применяются в некоторых отраслях прикладной лингвистики, в том числе в межкультурной коммуникации, усвоении второго языка и контактной вариантологии английского языка.